# مایدان، گمینا ووخوو
مایدان (لهستانی: Majdan) یک روستا در منطقه اداری گمینا ووخوو واقع در شهرستان ونگروف استان ماسوویان در شرق مرکزی کشور لهستان است که ۱۵۷ نفر جمعیت دارد.